# Anouch
Anouch est un prénom arménien féminin et un prénom persan masculin (persan : انوش). Employé comme adjectif, il signifie « doux (-ouce), aimable, gracieux (-ieuse), charmant (-e)» en arménien,.
- Pour les porteurs de ce prénom, voir : Tous les articles commençant par « Anouch ».
- Anouch est aussi une expression arménienne signifiant « bon appétit ».
- Anouch Abour ou mot à mot « soupe de douceurs » est un dessert à base de blé et de fruits secs (abricots, pruneaux raisons secs) préparé pour le Noël arménien. La recette est le plus souvent traduite en français par « pudding de Noël »[3],[4],[5].
- Anouch est un opéra d'Armen Tigranian inspiré du poème Anouch de Hovhannès Toumanian.